# حملة بولاريس

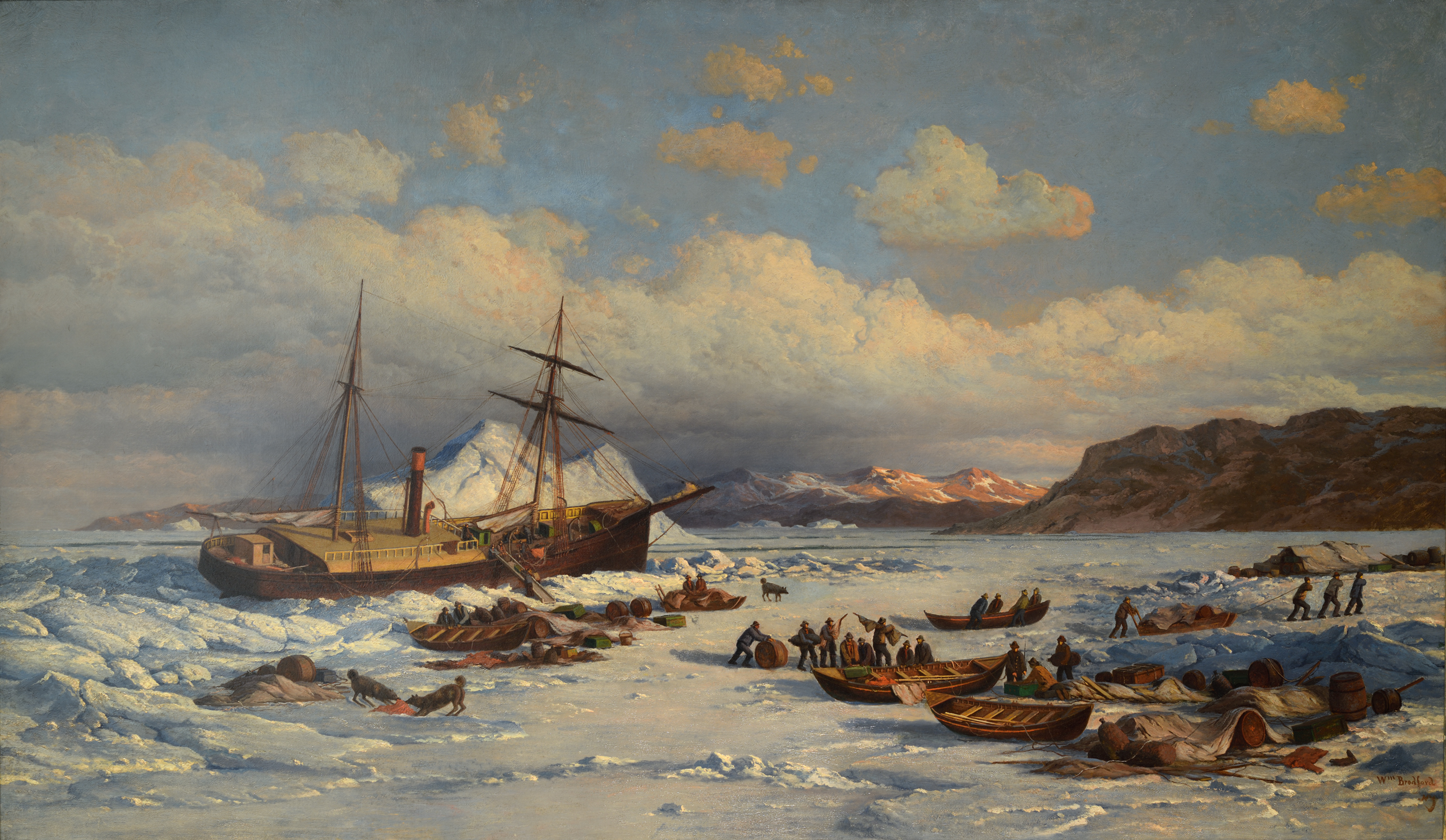
لوحة بعنوان «رحلة بولاريس» (1875)، ويليام برادفورد

حملة بولاريس 1871-1873 (بالإنجليزية: Polaris expedition). واحدة من أولى المحاولات الجادة للوصول إلى القطب الشمالي بعد تلك التي قام بها ضابط البحرية البريطاني السير إدوارد باري الذي وصل إلى نقطة خط عرض 82° 45′ شمال في عام 1827. بتمويل من الحكومة الأمريكية، كان الإنجاز الملحوظ للحملة هو الوصول بالسفينة إلى نقطة 82° 29′ شمال، وهو رقم قياسي آنذاك.
قاد الحملة مستكشف القطب الشمالي المتمرس والمتعلم ذاتيًا تشارلز فرنسيس هال الذي عاش سابقًا مع الإنويت في منطقة القطب الشمالي خلال سعيه المهووس لتحديد مصير حملة فرانكلين المفقودة عام 1845. تمتع هال بالمهارات اللازمة للبقاء على قيد الحياة، لكنه افتقر إلى خلفية أكاديمية ولم يكن خبيرًا بقيادة الرجال والإشراف على السفينة. وقد تمكن من تأمين منصب قائد الحملة بحكم اختصاصه بالمنطقة القطبية الشمالية.
غادرت سفينة بولاريس مدينة نيويورك في يونيو 1871. وما أن استهلت طريقها حتى تعرقلت الحملة بسبب ضعف القيادة. وبات العصيان يلوح في الأفق، وبشكل أساسي بتحريض من كبير العلماء إميل بيسيلس وعالم الأرصاد الجوية فريدريك ماير -كلاهما ألمانيان- اللذين ازدريا قائدهم غير المؤهل. كان بيسيلس وماير مدعومين من قبل النصف الألماني من الطاقم، ما أدى إلى تصاعد التوتر بين مجموعة من الرجال المقسمين أصلًا حسب الجنسية.
بحلول أكتوبر، كان الرجال يمضون الشتاء في ثانك غاد هاربر، جرينلاند، ويجرون الاستعدادات للرحلة إلى القطب الشمالي. عاد هال إلى السفينة من رحلة تزلج استكشافية إلى خلل أسماه خليج نيومان وسرعان ما أصيب بالمرض. قبل أن يموت، اتهم أعضاء الطاقم بتدبير مقتله، وهو اتهام موجه بشكل خاص إلى بيسيلس. وفي الطريق جنوبًا، انفصل تسعة عشر عضوًا من أفراد الحملة عن السفينة وانجرفوا على سطح قطعة جليد عائمة لمدة ستة أشهر و1800 ميل (2,900 كم) قبل أن يتم إنقاذهم. جنحت سفينة بولاريس المتضررة وتحطمت بالقرب من إيتا في أكتوبر 1872. وتمكن الرجال الباقون من النجاة في فصل الشتاء وتم إنقاذهم في الصيف التالي.
حقق مجلس تحقيق بحري في وفاة هال لكن لم توجه أي تهم. بيد أن استخراج جثته في عام 1968 قد كشف أنه تناول كمية كبيرة من الزرنيخ في الأسبوعين الأخيرين من حياته، بالإضافة إلى الرسائل العاطفية المكتشفة حديثًا التي كتبها كل من هال وبيسيلس إلى فيني ريام، وهي نحاتة شابة قابلاها في نيويورك بينما كانا ينتظران تجهيز بولاريس، وهذا يقترح أن بيسيلس كان لديه الدافع والوسيلة لقتل هال.

## الاستعدادات

### الأصول
في عام 1827 ، قاد السير إدوارد باري حملة للبحرية الملكية البريطانية بهدف أن يكون أول رجل يصل إلى القطب الشمالي. وفي العقود الخمسة التالية بعد محاولة باري، قام الأميركيون بثلاث حملات مشابهة: إليشا كينت كان في 1853-1855 ، وإسحاق إزرائيل هايز في 1860-1861، و تشارلز فرنسيس هال بسفينة بولاريس في 1871-1873.
كان هال رجل أعمال من سينسيناتي دون أي خلفية أكاديمية ملحوظة أو تجربة إبحار. عمل في السابق حدادًا، ونحات خشب، ولمدة عامين نشر صحيفته الخاصة -صحيفة سينسيناتي الموسمية- (سُميت لاحقًا صحيفة ديلي برس). كتب هال بحماس عن أحدث الإبداعات التكنولوجية؛ وكان مفتونًا بمنطاد الهواء الساخن وأثنى على كابل التلغراف عابر الأطلسي وكان أيضا قارئ شره أسره القطب الشمالي بشكل خاص. انصب تركيز هال نحو القطب الشمالي حوالي العام 1857، بعد أن بدا تدريجيًا للناس أن رحلة السير جون فرانكلين في القطب الشمالي عام 1845 لن تعود أبدًا على الأرجح.
قضى هال السنوات القليلة التالية في دراسة تقارير المستكشفين السابقين ومحاولة جمع المال للحملة. ونتيجة لشخيصته الكاريزماتية، فقد تمكن في نهاية المطاف من إطلاق حملتين منفصلتين بحثًا عن فرانكلين وطاقمه؛ واحدة عام 1860 وأخرى عام 1864. جعلت هاتان الحملتان منه مستكشفًا محنكًا في القطب الشمالي وزودتاه باتصالات قيمة مع شعب الإنويت. سمحت شهرته هذه بإقناع حكومة الولايات المتحدة بتمويل حملة ثالثة؛ محاولة إلى القطب الشمالي.

### التمويل والعتاد
في عام 1870، قدم مجلس الشيوخ في الولايات المتحدة مشروع قانون في الكونغرس لتمويل حملة إلى القطب الشمالي. نجح هال بمساعدة الأمين العام للبحرية جورج م. روبسون في الضغط من أجل الحصول على منحة قدرها 50 ألف دولار لقيادة الحملة. بدأ توظيف الطاقم في أواخر عام 1870.
استطاع هال تأمين زورق القطر التابع للبحرية بيريوينكل، وهي باخرة مدفوعة بمروحة لولبية تزن 387 طن. وفي حوض البحرية بواشنطن، جرى تركيب السفينة على شكل سكونة بشراعين وأُعيدت تسميتها بولاريس. أُعدت السفينة للعمل في القطب الشمالي بإضافة خشب البلوط الصلب في جميع أنحاء هيكلها، وغُطيت مقدمة السفينة بالحديد. أُضيف لها محرك جديد، وعُدل أحد المراجل لحرق زيت الفقمة أو زيت الحوت. بلغ طولها 20 قدم (6,1 متر) وعرضها أربعة أقدام (1,2 متر) وأرضية مسطحة.
أثناء رحلاته القطبية الشمالية السابقة، أصبح هال معجبًا بقوارب الإنويت، اليومياك، وهي نوع من القوارب المفتوحة المصنوعة من الخشب الطافي وعظام الحيتان وجلود الفقمة أو الفظ. جلب قاربًا مشابهًا قابلًا للطي بإمكانه حمل عشرين شخصًا. اعتزموا الوقاية من مرض الإسقربوط عبر استكمال نظامهم الغذائي بثور المسك الطازج والفقمة ولحم الدب القطبي.

### الطاقم
في يوليو 1870، عُين هال من قِبل رئيس الولايات المتحدة يوليسيس جرانت قائدًا عامًا للحملة، ويشار إليه باسم قبطان. رغم امتلاك هال خبرة عالية في المنطقة القطبية الشمالية، لم يتحلَ بخبرة إبحار وكان اللقب فخريًا لا أكثر. عند اختيار الضباط والبحارة، اعتمد هال بشدة على صائدي الحيتان الخبيرين بالمياه القطبية الشمالية. كان هذا مختلفًا بشكل ملحوظ عن الحملات القطبية للأميرالية البريطانية لتي تميل إلى استخدام ضباط البحرية والطواقم عالية الانضباط.
عند اختياره ربان القيادة، لجأ هال أولًا إلى سيدني أوزياس بودينغتون ثم إلى جورج إيموري تايسون. رفض كلاهما في البداية بسبب التزامات سابقة بصيد الحيتان. عندما أخفقت مفاوضات هذه الالتزامات -بودينغتون أولًا متبوعًا بتايسون- عين هال بودينغتون ربانًا وتايسون ملاحًا مساعدًا. وكان بودينغتون وتايسون يتمتعان بعقود من الخبرة في مجال صيد الحيتان. في الواقع، يقود بولاريس الآن ثلاثة قباطنة، وهي حقيقة من شأنها أن تؤثر بشدة على مصير الحملة. ولزيادة تعقيد الأمور، كان بودينغتون وهال قد تشاجرا سابقًا في عام 1863 أثناء بحث هال عن رحلة فرانكلين المفقودة. آنذاك، رفض بودينغتون إذن هال بجلب مرشديه الإنويت، إيبيرفيك وتاكوليتوك ، الذين كانا قد أصيبا بالمرض وكانا في رعاية بودينغتون.
ما تبقى من الطاقم كانوا أميركيين وألمان، إضافةً إلى دنماركي وسويدي كانا على صلة وثيقة بالألمان. مساعد القبطان أو الضابط الأول، هوبارد تشيستر؛ والضابط الثاني، وليام مورتون؛ والمهندس المساعد أول: ألفين أوديل؛ وعالم الفلك والقسيس ريتشارد براين -من بين آخرين- كانوا جميعهم أمريكيين. وكان كبير العلماء والجراح إميل بيسيلس وكبير المهندسين إميل شومان ألمانيين كسائر معظم البحارة. كان عالم الأرصاد الجوية فريدريك ماير ألماني المولد رقيبًا في فيلق الإشارة الأمريكي.
بالإضافة إلى الطاقم المؤلف من25 ضابطًا وبحارًا وموظفًا علميًا، جلب هال صديقيه المحليين اللذين اعتمد على مساعدتهما أثناء رحلاته السابقة؛ الدليل والصياد إيبيرفيك، والمترجمة والخياطة تاكوليتوك، وكذلك ابنهما الرضيع. لاحقًا في آبرناويك، انضم إليهم هانز هندريك، وهو صياد إنويتي جرينلاندي مرموق سبق أن وظفه كين وهايز في بعثاتهما الخاصة. كتب بيسيلس عن هانز الذي أخذ يصدر أوامره على الجميع بأنه «رفض ملاحظة أن [زوجته] وأطفالهما كانوا غير مرغوب فيهم على الإطلاق في هكذا مهمة». أذعن هال كارهًا بزيادة «أربعة أفواه عديمة الفائدة» مضيفًا الآن -إلى جانب زوجة هانز- ثلاثة أطفال صغار.